# Dolby TrueHD

Dolby TrueHD-Logo

Dolby TrueHD ist ein verlustfreier Audiocodec. Er wurde von den Dolby Laboratories speziell für den Einsatz auf HD DVDs und Blu-ray Discs als optionales verlustfreies Raumklang-Format entwickelt. Es steht damit in direkter Konkurrenz zu DTS-HD Master Audio, welches eine deutlich höhere Verbreitung hat.
Er basiert auf Meridian Lossless Packing (MLP) und versteht sich als dessen Nachfolger. TrueHD wurde um Unterstützung von höheren Abtastraten, mehr Kanälen und höheren Datenraten erweitert.
FFmpeg enthält einen freien Encoder und Decoder für MLP und TrueHD.

## Merkmale
Der Codec unterstützt auf HD DVD und Blu-ray Disc bei 96 kHz Abtastfrequenz bis zu acht Kanäle, bei 192 kHz bis zu 6 Kanäle, jeweils mit bis zu 24 bit Abtasttiefe.
Die maximal erlaubte Datenübertragungsrate beträgt 18.432 kbit/s.